# 湖北大戟
湖北大戟（学名：Euphorbia hylonoma）为大戟科大戟属的植物，为中国的特有植物。分布于俄罗斯以及中国大陆的湖北、四川、湖南、江西、山西、河北、广西、贵州、甘肃、浙江、山东、云南、安徽、江苏、辽宁、吉林、黑龙江、河南、广东、陕西等地，生长于海拔200米至3,000米的地区，一般生于山坡、山沟、草地、灌丛和疏林等地，目前已由人工引种栽培。

## 别名
西南大戟（湖北植物志）

## 异名
- Euphorbia pallassi Turcz. var. komaroviana (Prokh.) Chu